# Stromae
Paul Van Haver (* 12. března 1985 Brusel), známý jako Stromae, je belgický zpěvák, rapper a textař rwandského původu. Proslavil se hlavně hitem „Alors on danse“ a vyznamenal se jak v hip-hopu, tak i v elektronické hudbě. Známé jsou také jeho hity „Papaoutai“ nebo „Tous les mêmes“.

## Životopis
Jeho otec byl Rwanďan, matka je Belgičanka. Stromaeho a jeho sourozence vychovávala jeho matka sama, jelikož se jejich otec rozhodl vrátit z Belgie zpět do Rwandy. Zde byl jeho otec v roce 1994 během genocidy zavražděn.
V 11 letech začal navštěvovat l'Académie Musicale de Jette', kde se učil hudební historii a hře na bicí. Když mu bylo 18 let, založil s raperem J.E.D.I. skupinu Suspicion. Vyprodukovali spolu píseň a videoklip „Faut que t'arrête le rap...“. Později skupinu opustil. Kvůli financování svých soukromých studií pracoval na částečný úvazek v pohostinství. Později se zapsal na školu L'Institut National de Radioélectricité et Cinématographie, poté vydal své první album Juste un cerveau, un flow, un fond et un mic ...
V roce 2008 podepsal smlouvu na čtyři roky se studiem Because Music a Kilomaître. V roce 2009 pracoval jako praktikant v hudební rozhlasové stanici NRJ v Bruselu. Jejího hudebního dramaturga Vincenta Verbelena zaujala Stromaeho nahrávka „Alors on danse“ a rozhodl se ji pustit do éteru NRJ. Posluchači byli nadšeni, a tím začala Stromaeho kariéra. Společnost Vertigo Records, Label Mercury Records France (Universal Music Group) podepsala se Stromaeem smlouvu na celosvětovou distribuci jeho nahrávek. V květnu roku 2010 byla skladba „Alors on danse“ v hitparádách na 1. místě ve Francii, v Nizozemsku, v Řecku, v Německu, v Rakousku, ve Švýcarsku, v Itálii, v Dánsku, v Belgii i v České republice.

## Diskografie

### Studiová alba
- Cheese (2010)
- Racine carrée (2013)
- Multitude (2022)

## Osobní život
V červnu 2011 přiznal, že se schází s Tatianou Silva, bývalou Miss Belgie. Ta o jejich vztahu prohlásila: „Mezi námi je to na celý život“. Rozešli se v září 2012.
V srpnu 2013 přiznal, že se schází se svou stylistkou Coralie Barbier. V roce 2015 se s ní oženil.